# Đội tuyển bóng đá quốc gia Grenada
Đội tuyển bóng đá quốc gia Grenada (tiếng Anh: Grenada national football team) là đội tuyển cấp quốc gia của Grenada do Hiệp hội bóng đá Grenada quản lý.
Trận thi đấu quốc tế đầu tiên của đội là trận gặp đội tuyển Guyana vào năm 1934. Đội đã từng 3 lần tham dự Cúp Vàng CONCACAF là vào các năm 2009, 2011 và 2021, tuy nhiên đều không vượt qua được vòng bảng.

## Danh hiệu
- Vô địch Cúp Caribe: 0

Á quân: 1989; 2008

## Thành tích tại giải vô địch thế giới
- 1930 đến 1978 - Không tham dự
- 1982 - Không vượt qua vòng loại
- 1986 - Bỏ cuộc
- 1990 - Không tham dự
- 1994 - Không tham dự
- 1998 đến 2022 - Không vượt qua vòng loại

## Cúp Vàng CONCACAF
| Cúp Vàng CONCACAF | Cúp Vàng CONCACAF        | Cúp Vàng CONCACAF        | Cúp Vàng CONCACAF        | Cúp Vàng CONCACAF        | Cúp Vàng CONCACAF        | Cúp Vàng CONCACAF        | Cúp Vàng CONCACAF        | Cúp Vàng CONCACAF |
| Năm               | Vòng                     | Pld                      | W                        | D                        | L                        | GF                       | GA                       |                   |
| ----------------- | ------------------------ | ------------------------ | ------------------------ | ------------------------ | ------------------------ | ------------------------ | ------------------------ | ----------------- |
| 1991              | Không tham dự            | Không tham dự            | Không tham dự            | Không tham dự            | Không tham dự            | Không tham dự            | Không tham dự            |                   |
| 1993 đến 2007     | Không vượt qua vòng loại | Không vượt qua vòng loại | Không vượt qua vòng loại | Không vượt qua vòng loại | Không vượt qua vòng loại | Không vượt qua vòng loại | Không vượt qua vòng loại |                   |
| 2009              | Vòng bảng                | 3                        | 0                        | 0                        | 3                        | 0                        | 10                       |                   |
| 2011              | Vòng bảng                | 3                        | 0                        | 0                        | 3                        | 1                        | 15                       |                   |
| 2013 đến 2019     | Không vượt qua vòng loại | Không vượt qua vòng loại | Không vượt qua vòng loại | Không vượt qua vòng loại | Không vượt qua vòng loại | Không vượt qua vòng loại | Không vượt qua vòng loại |                   |
| 2021              | Vòng bảng                | 3                        | 0                        | 0                        | 3                        | 1                        | 11                       |                   |
| 2023              | Không vượt qua vòng loại | Không vượt qua vòng loại | Không vượt qua vòng loại | Không vượt qua vòng loại | Không vượt qua vòng loại | Không vượt qua vòng loại | Không vượt qua vòng loại |                   |
| Tổng cộng         | 3/16                     | 9                        | 0                        | 0                        | 9                        | 2                        | 36                       |                   |

## Đội hình
Đội hình dưới đây được triệu tập tham dự Cúp Vàng CONCACAF 2021.

Số liệu thống kê tính đến ngày 20 tháng 7 năm 2021 sau trận gặp Panama.

| Số | VT | Cầu thủ                 | Ngày sinh (tuổi)  | Trận | Bàn | Câu lạc bộ             |
| -- | -- | ----------------------- | ----------------- | ---- | --- | ---------------------- |
| 1  | TM | Jason Belfon            | 3 tháng 7, 1990   | 44   | 0   | Paradise               |
| 12 | TM | Reice Charles-Cook      | 8 tháng 4, 1994   | 3    | 0   | Welling United         |
| 22 | TM | Trishawn Thomas         | 25 tháng 1, 2003  | 0    | 0   | Queens Park Rangers SC |
|    |    |                         |                   |      |     |                        |
| 3  | HV | Kwesi Paul              | 11 tháng 7, 1994  | 2    | 0   | Peachtree City         |
| 4  | HV | Aaron Pierre            | 17 tháng 2, 1993  | 15   | 1   | Shrewsbury Town        |
| 5  | HV | Omar Beckles            | 25 tháng 10, 1991 | 7    | 0   | Leyton Orient          |
| 16 | HV | A. J. Paterson          | 31 tháng 1, 1996  | 14   | 4   | Charleston Battery     |
|    | HV | Kraig Noel-McLeod       | 11 tháng 12, 1999 | 8    | 0   | Unattached             |
| 17 | HV | Tyrone Sterling         | 8 tháng 10, 1987  | 11   | 0   | Concord Rangers        |
|    |    |                         |                   |      |     |                        |
| 6  | TV | Oliver Norburn          | 26 tháng 10, 1992 | 3    | 0   | Shrewsbury Town        |
| 7  | TV | Romar Frank             | 28 tháng 9, 1996  | 15   | 1   | Camerhogne             |
| 8  | TV | Alexander McQueen       | 24 tháng 3, 1995  | 11   | 0   | Barnet                 |
| 11 | TV | Shavon John-Brown       | 13 tháng 4, 1995  | 30   | 4   | New Amsterdam          |
| 19 | TV | Kwazim Theodore         | 12 tháng 1, 1996  | 31   | 1   | St. David's FC         |
| 21 | TV | Josh Gabriel            | 30 tháng 11, 1999 | 6    | 0   | Unattached             |
|    |    |                         |                   |      |     |                        |
| 2  | TĐ | Benjamin Ettienne       | 13 tháng 3, 2003  | 5    | 0   | Queens Park Rangers SC |
|    | TĐ | Kairo Mitchell          | 21 tháng 10, 1997 | 13   | 2   | Chesterfield           |
| 10 | TĐ | Saydrel Lewis           | 27 tháng 11, 1997 | 25   | 7   | Paradise               |
| 13 | TĐ | Regan Charles-Cook      | 14 tháng 2, 1997  | 3    | 0   | Ross County            |
| 14 | TĐ | Dejon Noel-Williams     | 22 tháng 9, 1998  | 5    | 0   | Guadalajara            |
| 15 | TĐ | Ricky German            | 13 tháng 1, 1999  | 3    | 0   | Crawley Town           |
| 20 | TĐ | Jacob Berkeley-Agyepong | 27 tháng 3, 1997  | 3    | 0   | Dartford               |
| 23 | TĐ | Jamal Charles           | 24 tháng 11, 1995 | 28   | 14  | Paradise               |

### Triệu tập gần đây
Các cầu thủ dưới đây được triệu tập trong vòng 12 tháng.
| Vt | Cầu thủ           | Ngày sinh (tuổi)  | Số trận | Bt | Câu lạc bộ           | Lần cuối triệu tập                       |
| -- | ----------------- | ----------------- | ------- | -- | -------------------- | ---------------------------------------- |
| TM | Shaquille Charles | 4 tháng 5, 1999   | 0       | 0  | GBSS Demerara Mutual | 2021 CONCACAF Gold Cup preliminary squad |
| TM | Chad Phillip      | 8 tháng 9, 2000   | 0       | 0  | Camerhogne           | 2021 CONCACAF Gold Cup preliminary squad |
| TM | Jeremy Richardson | 3 tháng 3, 1998   | 1       | 0  | Paradise             | 2021 CONCACAF Gold Cup preliminary squad |
| TM | Joe-Max Wildman   | 1 tháng 10, 2002  | 0       | 0  | Hard Rock FC         | 2021 CONCACAF Gold Cup preliminary squad |
|    |                   |                   |         |    |                      |                                          |
| HV | Dequan Antoine    | 8 tháng 2, 2004   | 8       | 0  | Paradise             | 2021 CONCACAF Gold Cup preliminary squad |
| HV | Brady Charles     | 5 tháng 11, 2001  | 0       | 0  | Hard Rock FC         | 2021 CONCACAF Gold Cup preliminary squad |
| HV | Christian James   | 24 tháng 2, 2001  | 0       | 0  | Camerhogne           | 2021 CONCACAF Gold Cup preliminary squad |
| HV | Carlous Joseph    | 6 tháng 2, 2002   | 0       | 0  | Paradise             | 2021 CONCACAF Gold Cup preliminary squad |
| HV | Sawan Mark        | 11 tháng 4, 2002  | 0       | 0  | Sunsetters FC        | 2021 CONCACAF Gold Cup preliminary squad |
| HV | Kimron Marshall   | 28 tháng 2, 1993  | 12      | 0  | FC Camerhogne        | 2021 CONCACAF Gold Cup preliminary squad |
| HV | Kerron Munro      | 12 tháng 9, 1995  | 0       | 0  | Shamrock FC          | 2021 CONCACAF Gold Cup preliminary squad |
| HV | Dorrel Pierre     | 5 tháng 5, 1999   | 0       | 0  | Paradise             | 2021 CONCACAF Gold Cup preliminary squad |
| HV | Jamil Rocastle    | 7 tháng 11, 2002  | 0       | 0  | Hard Rock FC         | 2021 CONCACAF Gold Cup preliminary squad |
| HV | Ro-Shaun Williams | 3 tháng 9, 1998   | 0       | 0  | Shrewsbury Town      | 2021 CONCACAF Gold Cup preliminary squad |
| HV | Trevon Williams   | 11 tháng 12, 1994 | 0       | 0  | Queen's Park         | 2021 CONCACAF Gold Cup preliminary squad |
|    |                   |                   |         |    |                      |                                          |
| TV | Steffon Abraham   | 29 tháng 12, 1999 | 8       | 0  | Paradise             | 2021 CONCACAF Gold Cup preliminary squad |
| TV | Shandon Baptiste  | 8 tháng 4, 1998   | 3       | 1  | Brentford            | 2021 CONCACAF Gold Cup preliminary squad |
| TV | Leon Braveboy     | 13 tháng 1, 1999  | 6       | 0  | Hard Rock FC         | 2021 CONCACAF Gold Cup preliminary squad |
| TV | Ashley Charles    | 15 tháng 9, 1999  | 0       | 0  | Wealdstone           | 2021 CONCACAF Gold Cup preliminary squad |
| TV | Jesron Charles    | 4 tháng 5, 1999   | 0       | 0  | GBSS Demerara Mutual | 2021 CONCACAF Gold Cup preliminary squad |
| TV | Keishon Clarke    | 27 tháng 7, 2004  | 0       | 0  | Paradise             | 2021 CONCACAF Gold Cup preliminary squad |
| TV | Ryhim Griffith    | 12 tháng 5, 2001  | 0       | 0  | Camerhogne           | 2021 CONCACAF Gold Cup preliminary squad |
| TV | Montell Joseph    | 7 tháng 1, 2001   | 0       | 0  | Paradise             | 2021 CONCACAF Gold Cup preliminary squad |
| TV | Chad Mark         | 7 tháng 12, 1995  | 19      | 1  | Hard Rock FC         | 2021 CONCACAF Gold Cup preliminary squad |
| TV | Shani Mitchell    | 25 tháng 11, 2002 | 0       | 0  | Queen's Park         | 2021 CONCACAF Gold Cup preliminary squad |
| TV | Simeon Mitchell   | 2 tháng 12, 2004  | 0       | 0  | Paradise             | 2021 CONCACAF Gold Cup preliminary squad |
| TV | Ricky Modeste     | 20 tháng 2, 1988  | 8       | 2  | Dartford             | 2021 CONCACAF Gold Cup preliminary squad |
| TV | Deon Phillip      | 30 tháng 1, 2004  | 0       | 0  | Queen's Park         | 2021 CONCACAF Gold Cup preliminary squad |
| TV | Moron Phillip     | 7 tháng 2, 1999   | 0       | 0  | Hard Rock FC         | 2021 CONCACAF Gold Cup preliminary squad |
| TV | DeAndre Smith     | 19 tháng 3, 1992  | 30      | 1  | Hard Rock SC         | 2021 CONCACAF Gold Cup preliminary squad |
| TV | Irvine Smith      | 17 tháng 7, 1989  | 40      | 0  | Paradise             | 2021 CONCACAF Gold Cup preliminary squad |
| TV | Shermine Williams | 5 tháng 11, 2003  | 0       | 0  | St. John's Sports FC | 2021 CONCACAF Gold Cup preliminary squad |
|    |                   |                   |         |    |                      |                                          |
| TĐ | Kasey Baptiste    | 12 tháng 2, 1999  | 0       | 0  | St. David's F.C.     | 2021 CONCACAF Gold Cup preliminary squad |
| TĐ | Kharlton Belmar   | 1 tháng 12, 1992  | 4       | 0  | Sacramento Republic  | 2021 CONCACAF Gold Cup preliminary squad |
| TĐ | Antonio German    | 26 tháng 12, 1991 | 8       | 1  | Unattached           | 2021 CONCACAF Gold Cup preliminary squad |
| TĐ | Joshua Isaac      | 28 tháng 10, 2000 | 0       | 0  | Paradise             | 2021 CONCACAF Gold Cup preliminary squad |